# 朗代勒和库皮尼
朗代勒和库皮尼（法語：Landelles-et-Coupigny，法語發音：[lɑ̃dɛl e kupiɲi] ⓘ）是法国卡尔瓦多斯省的一个市镇，属于维尔区。

## 地理
朗代勒和库皮尼（48°53'16"N, 0°59'52"W）面积24.67 平方千米，位于法国诺曼底大区卡爾瓦多斯省，该省份为法国西北部沿海省份，北濒大西洋英吉利海峡，东北与滨海塞纳省以海上边界相接，东临厄尔省，南至奧恩省，西与芒什省接壤。
与朗代勒和库皮尼接壤的市镇（或旧市镇、城区）包括：博梅尼勒、勒梅尼勒罗贝尔、蓬贝朗热、圣玛丽-乌特尔洛、圣马丹东、莫里尼、圣维戈尔德蒙、苏勒夫尔昂博卡日、努德谢讷。

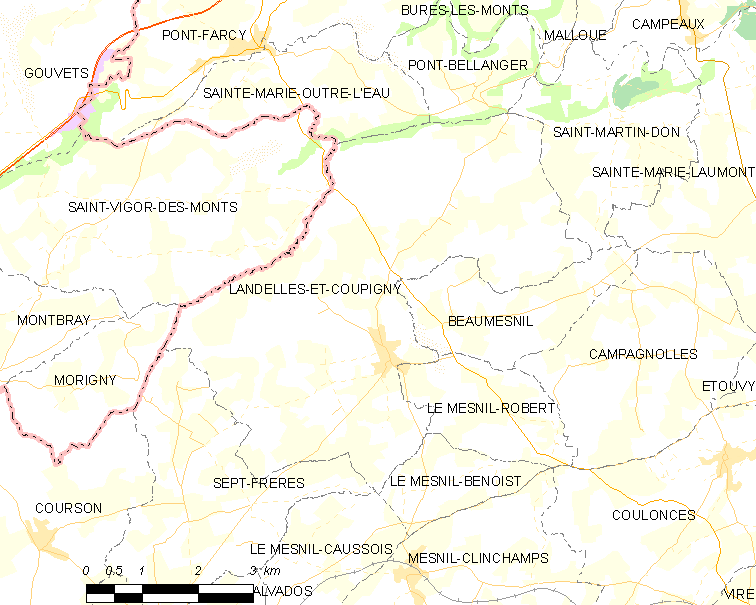
朗代勒和库皮尼的OSM定位图

朗代勒和库皮尼的时区为UTC+01:00、UTC+02:00（夏令时）。

## 行政
朗代勒和库皮尼的邮政编码为14380，INSEE市镇编码为14352。

## 政治
朗代勒和库皮尼所属的省级选区为维尔诺曼底县。

## 人口

1962-2008年间朗代勒和库皮尼人口变化图示

朗代勒和库皮尼于2022年1月1日时的人口数量为827人。